# Percy Quinn
Percy J. Quinn, kanadski športnik, igralec lacrossa, uspešen poslovnež, hokejski sodnik in trener, promotor športa in politik, * 9. januar 1876, Montreal, Kanada, † 28. oktober 1944, Toronto, Ontario, Kanada.
Bil je lastnik in predsednik moštva Toronto Blueshirts, zmagovalcev Stanleyjevega pokala leta 1914. Bil je član moštva Montreal Shamrocks, ki je leta 1896 postalo svetovni prvak v lacrossu.  Od 1927 do 1932 in od 1937 do 1942 je služil kot mestni svetnik v Torontu. 

## Zasebno življenje
Quinn se je rodil v Montrealu in v mladosti igral hokej in lacrosse. Pri 14 letih se je pridružil zavarovalniškemu podjetju Queen Insurance in bil leta 1902 premeščen v Winnipeg. Postal je lokalni direktor preimenovane Royal Insurance v Torontu leta 1906, kjer je živel do smrti leta 1944. Smrt je bila posledica šibkega zdravja po srčnem napadu iz leta 1942. Imel je tri brate – Emmetta, Freda in Raphaela. Poročen je bil z Louise Reeves; otrok nista imela. 

## Hokej na ledu
Quinn je v hokeju na ledu najprej sodeloval kot trener in sodnik na začetku 20. stoletja. Ob rojstvu profesionalnega hokeja na ledu je Quinn postal direktor prvega profesionalnega hokejskega moštva v Torontu, imenovanega Toronto Professional Hockey Club. Klub je deloval od 1906 do 1909. Leta 1911 je nakupil klub iz lige NHA, da bi igralo v novi dvorani Arena Gardens v Torontu. Ker moštvo ni bilo nared za sezono 1911/12, je svoj debi doživelo v sezoni 1912/13. Že v svoji drugi sezoni (1913/14) je njegovo moštvo Toronto Blueshirts osvojilo prvenstvo in Stanleyjev pokal. Zatem je prodal svoj delež kluba, s čimer ga je predal v last Eddieju Livingstonu. 
Leta 1918 sta se Livingstone in Quinn združila proti lastnikom NHA, tedaj pod novim imenom NHL. Skupaj sta poskusila uničiti NHL in ustanovila novo ligo, "Canadian Hockey Association". Liga je bila neuspešna, saj je ledene ploskve obvladovala NHL ali njeni partnerji, in tako ni doživela niti krstne sezone.

## Lacrosse
Quinn je bil član lacrosse moštva Montreal Shamrocks, ki je leta 1896 osvojilo Svetovno prvenstvo.  Kasneje je postal predsednik kluba Winnipeg Lacrosse Club in predsednik združenja Dominion Lacrosse Association. 

## Politika
Quinn je leta 1927 postal mestni svetnik v Torontu. Kot politik je deloval za človekoljubne namene, da bi izboljšal življenje v Torontu. Pripisujejo mu, da je zaslužen za to, da so javne knjižnice v Torontu bile odprte ob nedeljah. Prav tako je skušal izboljšati razmere v mestnem zaporu Toronto Don Jail. 